# 林魁
林魁（1476年—1544年），字廷元，号白石山人，福建漳州府龍溪縣人，明朝政治人物、詩人。

## 生平
家贫好學。弘治十四年（1501年）辛酉科福建鄉試第十四名舉人，十五年（1502年）聯捷壬戌科會試第二百三名，二甲第名进士。歷官户部主事、员外郎、郎中等職務。當時永壽伯朱德得寵，武宗欲以太平仓赐之，林魁竭力谏阻，乃止。有來自西域的大乘法王侵夺民田四百顷以为寺田，林魁劾其不法，將良田归还於民。正德五年（1510年），出任镇江府知府，正德九年（1514年）十一月升山西按察司副使、提调学校，十二年正月考察。後起复雲南兵備副使，十六年（1521年）十一月升广东布政司右参政。不久，以病告歸，終老白石村。

## 著作
林魁工詩，“诗亦俊逸，惟其称心而谈，不免乏锻练之功耳”。有《白石野稿》十七卷。
曾參修嘉靖《龙溪县志》，嘉靖十三年知县刘天授聘請李恺、林启等續修，翌年七月告成。

## 家族
曾祖林瑞瞿；祖父林經畫；父林理中。母施氏。具庆下。